# Ectropis pauliani
Ectropis pauliani är en fjärilsart som beskrevs av Claude Herbulot 1954. Ectropis pauliani ingår i släktet Ectropis och familjen mätare. Inga underarter finns listade i Catalogue of Life.